# Weverton
Weverton Pereira da Silva (Río Branco, Acre, 13 de diciembre de 1987), conocido simplemente como Weverton, es un futbolista brasileño. Juega como portero y su equipo es S. E. Palmeiras del Campeonato Brasileño de Serie A.

## Trayectoria
Weverton entró a las inferiores del Corinthians en 2006 a los 19 años de edad y fue promovido al primer equipo en 2007. En su etapa en el club fue enviado a préstamo al Remo, Oeste y el América (RN).
Fue liberado del Timão en enero de 2010 y, luego de un corto paso por el Botafogo (SP), fichó por el Portuguesa el 12 de mayo. Fue titular indiscutible del equipo, con el que logró el ascenso a la Serie A en 2011.
En mayo de 2012 fichó por el Atlético Paranaense. Fue nombrado capitán del equipo en octubre de 2014, y renovó su contrato con el club hasta 2017.
En diciembre de 2017 fichó por el Palmeiras por cinco años. En su primera temporada jugó 23 encuentros en la Serie A, año en que Palmeiras ganó su 10.ª liga.

## Selección nacional
Fue convocado para los Juegos Olímpicos siendo uno de los 3 refuerzos de mayor edad, jugó los 6 partidos donde no recibiría gol hasta la final contra Alemania donde le atajó un penal a Nils Petersen ganando la medalla de oro para su selección.
En agosto de 2016 fue citado por Tite para formar parte de la selección de Brasil para los encuentros contra Ecuador y Colombia. Debutó con la selección brasileña el 26 de enero de 2017 en la victoria por 1-0 sobre Colombia en un encuentro amistoso.

### Participaciones en Copas del Mundo
| Torneo            | Sede  | Resultado        | Partidos | Goles | P.Inv. |
| ----------------- | ----- | ---------------- | -------- | ----- | ------ |
| Copa Mundial 2022 | Catar | Cuartos de final | 1        | 0     | 1      |

### Participaciones en Juegos Olímpicos
| Torneo                | Sede           | Resultado | Partidos | Goles | P.Inv. |
| --------------------- | -------------- | --------- | -------- | ----- | ------ |
| Juegos Olímpicos 2016 | Río de Janeiro | Campeón   | 6        | 1     | 5      |

### Participaciones en Copas América
| Torneo            | Sede   | Resultado  | Partidos | Goles | P.Inv. |
| ----------------- | ------ | ---------- | -------- | ----- | ------ |
| Copa América 2021 | Brasil | Subcampeón | 1        | 0     | 0      |

## Estadísticas

### Clubes
Actualizado al último partido disputado el 23 de mayo de 2024.
| Remo · Brasil | 2.ª           | 2007          | 1   | 0 | 0   | 0 | -  | - | -  | - | 1   | 0 |
| Remo · Brasil | Total club    | Total club    | 1   | 0 | 0   | 0 | 0  | 0 | 0  | 0 | 1   | 0 |
| Corinthians · Brasil | 1.ª           | 2007          | 0   | 0 | -   | - | -  | - | -  | - | 0   | 0 |
| Corinthians · Brasil | 1.ª           | 2008          | 0   | 0 | -   | - | -  | - | -  | - | 0   | 0 |
| Corinthians · Brasil | Total club    | Total club    | 0   | 0 | 0   | 0 | 0  | 0 | 0  | 0 | 0   | 0 |
| Oeste · Brasil | A1            | 2009          | -   | - | 18  | 0 | -  | - | -  | - | 18  | 0 |
| Oeste · Brasil | Total club    | Total club    | 0   | 0 | 18  | 0 | 0  | 0 | 0  | 0 | 18  | 0 |
| América de Natal · Brasil | 2.ª           | 2009          | 16  | 0 | 0   | 0 | -  | - | -  | - | 16  | 0 |
| América de Natal · Brasil | Total club    | Total club    | 16  | 0 | 0   | 0 | 0  | 0 | 0  | 0 | 16  | 0 |
| Botafogo SP · Brasil | 4.ª           | 2010          | -   | - | 22  | 0 | -  | - | -  | - | 22  | 0 |
| Botafogo SP · Brasil | Total club    | Total club    | 0   | 0 | 22  | 0 | 0  | 0 | 0  | 0 | 22  | 0 |
| Portuguesa · Brasil | 2.ª           | 2010          | 29  | 0 | -   | - | -  | - | -  | - | 29  | 0 |
| Portuguesa · Brasil | 2.ª           | 2011          | 38  | 0 | 19  | 0 | 0  | 0 | -  | - | 57  | 0 |
| Portuguesa · Brasil | 1.ª           | 2012          | 1   | 0 | 14  | 0 | 4  | 0 | -  | - | 19  | 0 |
| Portuguesa · Brasil | Total club    | Total club    | 68  | 0 | 33  | 0 | 4  | 0 | 0  | 0 | 105 | 0 |
| Atlético Paranaense · Brasil | 2.ª           | 2012          | 33  | 0 | -   | - | -  | - | -  | - | 33  | 0 |
| Atlético Paranaense · Brasil | 1.ª           | 2013          | 38  | 0 | -   | - | 13 | 0 | -  | - | 51  | 0 |
| Atlético Paranaense · Brasil | 1.ª           | 2014          | 35  | 0 | -   | - | 2  | 0 | 8  | 0 | 45  | 0 |
| Atlético Paranaense · Brasil | 1.ª           | 2015          | 36  | 0 | 11  | 0 | 4  | 0 | 6  | 0 | 57  | 0 |
| Atlético Paranaense · Brasil | 1.ª           | 2016          | 30  | 0 | 20  | 0 | 8  | 0 | -  | - | 58  | 0 |
| Atlético Paranaense · Brasil | 1.ª           | 2017          | 34  | 0 | 9   | 0 | 4  | 0 | 12 | 0 | 59  | 0 |
| Atlético Paranaense · Brasil | Total club    | Total club    | 206 | 0 | 40  | 0 | 31 | 0 | 26 | 0 | 303 | 0 |
| Palmeiras · Brasil | 1.ª           | 2018          | 23  | 0 | 1   | 0 | 4  | 0 | 6  | 0 | 34  | 0 |
| Palmeiras · Brasil | 1.ª           | 2019          | 31  | 0 | 7   | 0 | 3  | 0 | 10 | 0 | 51  | 0 |
| Palmeiras · Brasil | 1.ª           | 2020          | 30  | 0 | 16  | 0 | 7  | 0 | 15 | 0 | 68  | 0 |
| Palmeiras · Brasil | 1.ª           | 2021          | 21  | 0 | 9   | 0 | 2  | 0 | 16 | 0 | 48  | 0 |
| Palmeiras · Brasil | 1.ª           | 2022          | 34  | 0 | 9   | 0 | 3  | 0 | 16 | 0 | 62  | 0 |
| Palmeiras · Brasil | 1.ª           | 2023          | 35  | 0 | 15  | 0 | 7  | 0 | 11 | 0 | 68  | 0 |
| Palmeiras · Brasil | 1.ª           | 2024          | 6   | 0 | 14  | 0 | 1  | 0 | 4  | 0 | 25  | 0 |
| Palmeiras · Brasil | Total club    | Total club    | 180 | 0 | 71  | 0 | 27 | 0 | 78 | 0 | 356 | 0 |
| Total carrera | Total carrera | Total carrera | 452 | 0 | 170 | 0 | 61 | 0 | 98 | 0 | 821 | 0 |
| (1) Incluye datos de la Copa de Brasil y la Supercopa de Brasil (2) Incluye datos de la Copa Libertadores, la Copa Sudamericana, la Copa Mundial de Clubes y la Recopa Sudamericana |               |               |     |   |     |   |    |   |    |   |     |   |

### Selección
| Selección              | Año                    | Partidos | Goles | P.Inv. |
| ---------------------- | ---------------------- | -------- | ----- | ------ |
| Olímpica · Brasil      | 2016                   | 6        | -1    | 5      |
| Olímpica · Brasil      | Total                  | 6        | -1    | 5      |
| Absoluta · Brasil      | 2017                   | 2        | -1    | 1      |
| Absoluta · Brasil      | 2020                   | 2        | -2    | 1      |
| Absoluta · Brasil      | 2021                   | 3        | -1    | 2      |
| Absoluta · Brasil      | 2022                   | 2        | -1    | 1      |
| Absoluta · Brasil      | 2023                   | 1        | -2    | 0      |
| Absoluta · Brasil      | Total                  | 10       | -7    | 5      |
| Total Selección Brasil | Total Selección Brasil | 16       | -8    | 10     |

## Palmarés

### Campeonatos regionales
| Título                           | Club                | País      | Año  |
| -------------------------------- | ------------------- | --------- | ---- |
| Campeonato Paulista del Interior | Botafogo-SP         | São Paulo | 2010 |
| Campeonato Paranaense            | Atlético Paranaense | Paraná    | 2016 |
| Campeonato Paulista              | S. E. Palmeiras     | São Paulo | 2020 |
| Campeonato Paulista              | S. E. Palmeiras     | São Paulo | 2022 |
| Campeonato Paulista              | S. E. Palmeiras     | São Paulo | 2023 |
| Campeonato Paulista              | S. E. Palmeiras     | São Paulo | 2024 |

### Campeonatos nacionales
| Título              | Club            | País   | Año  |
| ------------------- | --------------- | ------ | ---- |
| Serie B             | Portuguesa      | Brasil | 2011 |
| Serie A             | S. E. Palmeiras | Brasil | 2018 |
| Copa de Brasil      | S. E. Palmeiras | Brasil | 2020 |
| Serie A             | S. E. Palmeiras | Brasil | 2022 |
| Serie A             | S. E. Palmeiras | Brasil | 2023 |
| Supercopa de Brasil | S. E. Palmeiras | Brasil | 2023 |

### Campeonatos internacionales
| Título                       | Club                | Sede           | Año  |
| ---------------------------- | ------------------- | -------------- | ---- |
| Juegos Olímpicos             | Selección de Brasil | Río de Janeiro | 2016 |
| Copa Libertadores de América | S. E. Palmeiras     | Río de Janeiro | 2020 |
| Copa Libertadores de América | S. E. Palmeiras     | Montevideo     | 2021 |
| Recopa Sudamericana          | S. E. Palmeiras     | São Paulo      | 2022 |

(*) Incluyendo la selección.

### Distinciones individuales
| Distinción                                                                           | Año              |
| ------------------------------------------------------------------------------------ | ---------------- |
| Mejor Portero del Brasileirão Serie A (Troféu Armando Nogueira - SporTV)             | 2015             |
| Mejor Portero del Brasileirão Serie A (Troféu Bola de Prata - ESPN Brasil)           | 2018, 2020, 2023 |
| Mejor Portero de la Temporada del Fútbol Brasileño (Troféu Mesa Redonda - TV Gazeta) | 2019, 2020, 2021 |
| Mejor Portero de la Copa de Brasil                                                   | 2020             |
| 11 Ideal de la Final de la Copa de Brasil                                            | 2020             |
| Equipo del Año del Brasileirão Serie A (Premio Craque do Brasileirão - CBF)          | 2020, 2021       |
| Mejor Portero de la Copa Libertadores                                                | 2020, 2021       |
| Equipo Ideal de la Copa Libertadores                                                 | 2020, 2021       |
| Equipo Ideal de América                                                              | 2020, 2021, 2022 |
| Mejor Portero del Campeonato Paulista                                                | 2021, 2022       |
| Miembro del Equipo del Año de la Conmebol (IFFHS)                                    | 2021             |